# 丹尼尔·帕约拉
丹尼尔·帕约拉（葡萄牙語：Daniel Paiola，1989年5月4日—），巴西男子羽毛球運動員。

## 簡歷
2011年8月，丹尼尔·帕约拉參加倫敦舉行的世界羽毛球錦標賽。他在男子單打項目中首圈就以0比2（13-21、9-21）不敵日本的山田和司出局；此外又與乌戈·亚瑟索出戰男子雙打項目，在首圈就以0比2（10-21、11-21）負於英格蘭的克里斯·爱德考克/安德鲁·埃利斯出局。
2014年8月，丹尼尔·帕约拉參加丹麥哥本哈根舉行的世界羽毛球錦標賽，出戰男子單打項目，首圈就以1比2（21-17、11-21、17-21）不敵奧地利的大卫·奥伯诺斯特勒出局。
2015年8月，丹尼尔·帕约拉參加印尼雅加達舉行的世界羽毛球錦標賽，出戰男子單打項目。他在首圈以2-1力克奧地利選手大卫·奥伯诺斯特勒晉級，但在第二圈就以0比2（14-21、14-21）不敵5號種子、中國的林丹出局。

## 主要比賽成績
只列出曾進入準決賽的國際賽事成績：
| 年份   | 賽事                         | 公開賽級別 | 項目     | 拍檔                   | 成績   |
| ------ | ---------------------------- | ---------- | -------- | ---------------------- | ------ |
| 2009年 | 哥倫比亞羽毛球國際賽         | 未來系列賽 | 男子單打 | －                     | 冠軍   |
| 2009年 | 危地馬拉羽毛球國際賽         | 未來系列賽 | 男子單打 | －                     | 準決賽 |
| 2009年 | 蘇利南羽毛球國際賽           | 未來系列賽 | 男子單打 | －                     | 亞軍   |
| 2009年 | 蘇利南羽毛球國際賽           | 未來系列賽 | 男子雙打 | 烏戈·亞瑟索            | 準決賽 |
| 2010年 | 秘魯羽毛球國際賽             | 國際挑戰賽 | 男子單打 | －                     | 準決賽 |
| 2010年 | 泛美洲羽毛球錦標賽           | 其他       | 男子雙打 | 烏戈·亞瑟索            | 亞軍   |
| 2011年 | 巴西羽毛球國際賽             | 國際挑戰賽 | 男子雙打 | 乌戈·亚瑟索            | 準決賽 |
| 2011年 | 泛美運動會羽毛球比賽         | 其他       | 男子單打 | －                     | 銅牌   |
| 2011年 | 墨西哥羽毛球國際賽           | 國際系列賽 | 男子單打 | －                     | 準決賽 |
| 2011年 | 加拿大羽毛球國際挑戰賽       | 國際挑戰賽 | 男子雙打 | 乌戈·亚瑟索            | 亞軍   |
| 2012年 | 巴西羽毛球國際賽             | 國際挑戰賽 | 男子雙打 | 亚历克斯·汤            | 準決賽 |
| 2012年 | 泛美洲羽毛球錦標賽           | 其他       | 混合團體 | －                     | 季軍   |
| 2012年 | 泛美洲羽毛球錦標賽           | 其他       | 男子單打 | －                     | 季軍   |
| 2012年 | 泛美洲羽毛球錦標賽           | 其他       | 男子雙打 | 亞歷克斯·湯            | 亞軍   |
| 2013年 | 南方共同市場羽毛球國際系列賽 | 國際系列賽 | 男子單打 | －                     | 準決賽 |
| 2013年 | 南方共同市場羽毛球國際系列賽 | 國際系列賽 | 混合雙打 | 保拉·比阿特丽斯·佩雷拉 | 準決賽 |
| 2013年 | 阿根廷羽毛球國際賽           | 未來系列賽 | 混合雙打 | 保拉·比阿特丽斯·佩雷拉 | 準決賽 |
| 2013年 | 巴西羽毛球國際賽             | 國際挑戰賽 | 男子單打 | －                     | 準決賽 |
| 2013年 | 巴西羽毛球國際賽             | 國際挑戰賽 | 混合雙打 | 保拉·比阿特丽斯·佩雷拉 | 準決賽 |
| 2013年 | 泛美洲羽毛球錦標賽           | 其他       | 混合團體 | －                     | 季軍   |
| 2013年 | 泛美洲羽毛球錦標賽           | 其他       | 男子單打 | －                     | 季軍   |
| 2013年 | 泛美洲羽毛球錦標賽           | 其他       | 混合雙打 | 保拉·比阿特丽斯·佩雷拉 | 季軍   |
| 2013年 | 美國羽毛球國際賽             | 國際挑戰賽 | 混合雙打 | 保拉·比阿特丽斯·佩雷拉 | 準決賽 |
| 2013年 | 墨西哥羽毛球國際賽           | 國際系列賽 | 男子單打 | —                      | 亞軍   |
| 2013年 | 墨西哥羽毛球國際賽           | 國際系列賽 | 混合雙打 | 保拉·比阿特丽斯·佩雷拉 | 冠軍   |
| 2013年 | 波多黎各羽毛球國際挑戰賽     | 國際挑戰賽 | 男子單打 | －                     | 亞軍   |
| 2013年 | 波多黎各羽毛球國際挑戰賽     | 國際挑戰賽 | 混合雙打 | 保拉·比阿特丽斯·佩雷拉 | 準決賽 |
| 2014年 | 南方共同市場羽毛球國際賽     | 國際系列賽 | 男子單打 | －                     | 準決賽 |
| 2014年 | 南方共同市場羽毛球國際賽     | 國際系列賽 | 男子雙打 | 乌戈·亚瑟索            | 準決賽 |
| 2014年 | 阿根廷羽毛球國際賽           | 國際系列賽 | 男子單打 | －                     | 亞軍   |
| 2014年 | 阿根廷羽毛球國際賽           | 國際系列賽 | 男子雙打 | 乌戈·亚瑟索            | 亞軍   |
| 2014年 | 泛美洲羽毛球錦標賽           | 其他       | 混合團體 | －                     | 季軍   |
| 2014年 | 泛美洲羽毛球錦標賽           | 其他       | 男子單打 | －                     | 季軍   |
| 2014年 | 巴西羽毛球國際賽             | 國際挑戰賽 | 男子雙打 | 乌戈·亚瑟索            | 準決賽 |
| 2015年 | 秘魯羽毛球國際系列賽         | 國際系列賽 | 男子單打 | －                     | 亞軍   |
| 2015年 | 秘魯羽毛球國際系列賽         | 國際系列賽 | 男子雙打 | 乌戈·亚瑟索            | 亞軍   |
| 2015年 | 泛美運動會羽毛球比賽         | 其他       | 男子雙打 | 乌戈·亚瑟索            | 銀牌   |
| 2015年 | 墨西哥羽毛球國際賽           | 國際系列賽 | 男子雙打 | 乌戈·亚瑟索            | 亞軍   |
| 2015年 | 哥倫比亞羽毛球國際賽         | 國際系列賽 | 男子單打 | －                     | 亞軍   |
| 2015年 | 哥倫比亞羽毛球國際賽         | 國際系列賽 | 男子雙打 | 亚历克斯·汤            | 冠軍   |
| 2015年 | 巴西羽毛球國際賽             | 國際系列賽 | 男子雙打 | 乌戈·亚瑟索            | 亞軍   |
| 2015年 | 波多黎各羽毛球國際系列賽     | 國際系列賽 | 男子雙打 | 亚历克斯·汤            | 準決賽 |
| 2015年 | 波多黎各羽毛球國際系列賽     | 國際系列賽 | 混合雙打 | 法比安娜·席尔瓦        | 亞軍   |
| 2016年 | 泛美洲羽毛球錦標賽           | 其他       | 混合團體 | －                     | 亞軍   |

| 2007-2017年 | 首要超級賽 | 超級賽 | 黃金大獎賽 | 大獎賽 | 國際挑戰賽 | 國際系列賽 | 未來系列賽 | 其他 |

| 2018-2026年 | 總決賽 | 超級1000賽 | 超級750賽 | 超級500賽 | 超級300賽 | 超級100賽 | 國際挑戰賽 | 國際系列賽 | 未來系列賽 | 其他 |

### 奧運會和世錦賽參賽紀錄
|          | 搭檔                   | 2010 | 2011 | 2012 | 2013 | 2014 | 2015 |
| -------- | ---------------------- | ---- | ---- | ---- | ---- | ---- | ---- |
| 男子單打 | －                     | 64強 | 64強 | －   | －   | 64強 | 32強 |
|          |                        |      |      |      |      |      |      |
| 男子雙打 | 乌戈·亚瑟索            | －   | 48強 | －   | －   | －   | －   |
|          |                        |      |      |      |      |      |      |
| 混合雙打 | 保拉·比阿特丽斯·佩雷拉 | －   | －   | －   | －   | 48強 | －   |